# شريان شبكي مركزي
الشريان المركزي للشبكية (شريان الشبكية) يتفرع من الشريان العيني، ويمر أسفل العصب البصري ضمن غمد الجافية إلى مقلة العين.

## المسار

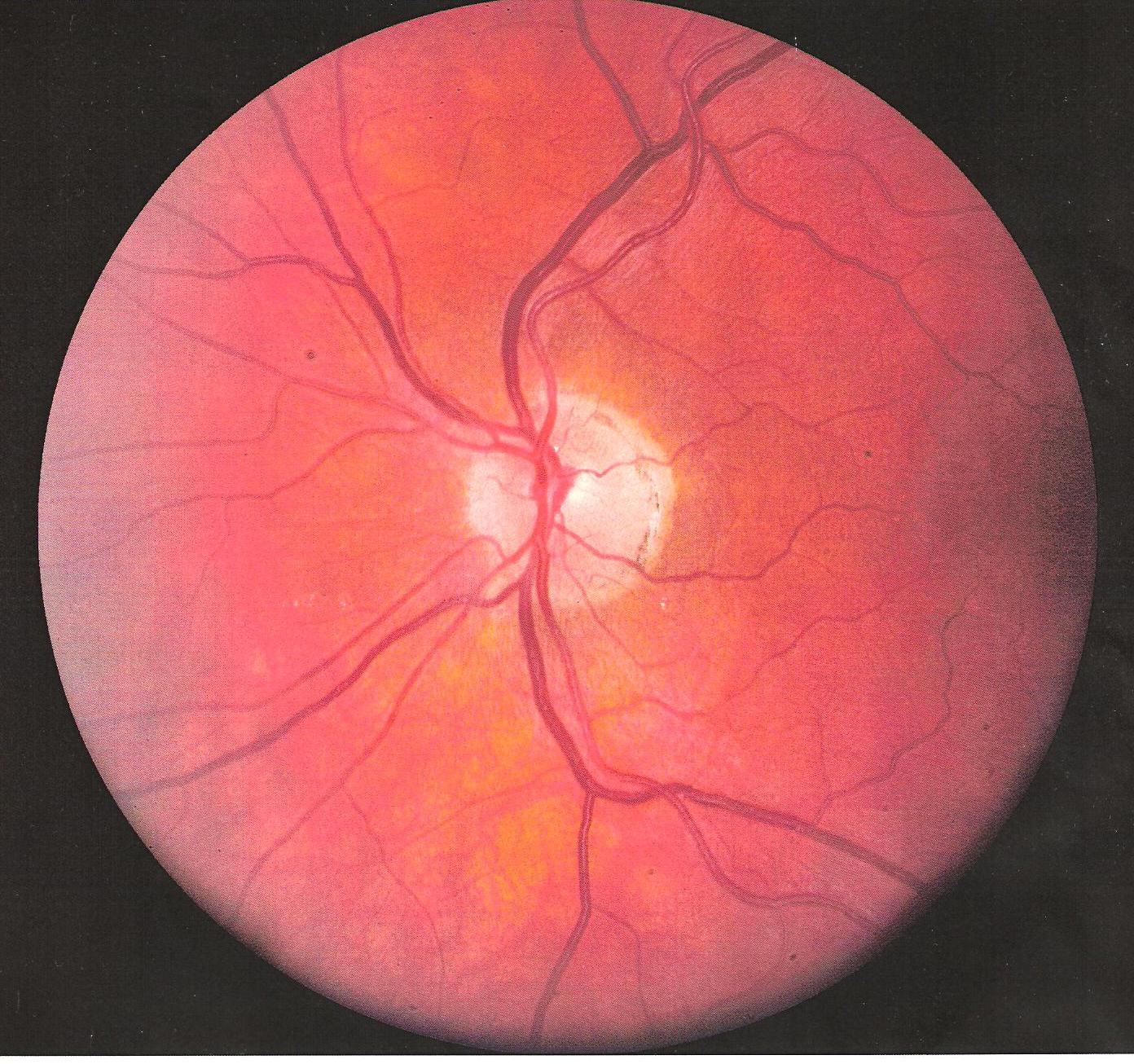
الأوعية الدموية في العين

يخترق شريان الشبكية العصب البصري قريبا من مقلة العين، ويرسل الفروع على السطح الداخلي للشبكية.
الجزء المركزي من شبكية العين حيث تتركز أشعة الضوء بعد مرورها خلال بؤبؤ العين والعدسة هو منطقة دائرية تسمى بقعة الشبكية. وسط هذه المنطقة الدائرية يسمى نقرة الشبكية. لا تزوَد النقرة ومنطقة صغيرة محيطة بها بالدم من قبل الشريان المركزي للشبكية أو فروعه، ولكن عن طريق المشيمية.

## التغذية
الشريان المركزي للشبكي يغذي جميع الألياف العصبية التي تكون العصب البصري الذي يحمل المعلومات البصرية إلى مركز الإبصار في الفص القذالي، بما فيها الألياف الخارجة من النقرة.

## الأمراض
انسداد الشريان الشبكي المركزي يؤدي إلى فقدان كامل للرؤية في هذه العين على الرغم من عدم تأثر النقرة. شبكية العين كلها (ماعدا النقرة) تصبح شاحبة ومنتفخة ومعتمة في حين أن النقرة لا تزال محمرة (لأن لون المشيمية يظهر خلالها). هذا هو الأساس في «بقعة الكرز الحمراء» الشهيرة التي ترى عند فحص شبكية العين في حالات انسداد الشريان المركزي للشبكية(CRAO).
في بعض الحالات -حوالي 20٪ من البشر- يوجد شريان يدعى الشريان الهدبي الشبكي الذي يمد الشبكية بين البقعة والعصب البصري، بما في ذلك الألياف العصبية من مستقبلات النقرة. إذا كان هذا الشريان موجودا، سيتم الحفاظ على الرؤية المركزية حتى في حالة انسداد الشريان المركزي.

## المقاييس
يبلغ قطر الشريان المركزي للشبكية حوالي 160 ميكرومتر.